# Fritz Wolff
Pour les articles homonymes, voir Wolff.
Fritz Wolff est un artiste lyrique (ténor) allemand né le 28 octobre 1894 à Munich et mort dans la même ville le 18 janvier 1857.

## Biographie
Fritz Wolff naît le 28 octobre 1894 à Munich,,.
Il étudie avec Heinrich König à Wurtzbourg et fait ses débuts en 1925 au Festival de Bayreuth, où il se produit jusqu'en 1941, dans les rôles de Loge, dont il est l'unique titulaire durant cette période, Walther et Parsifal,,.
Il chante à Hagen, en 1925, et Chemnitz, puis fait partie de la troupe du Staatsoper de Berlin entre 1928, où il participe à la première de Der singende Teufel de Franz Schreker, et 1943. À côté des grands rôles wagnériens, dont il est un spécialiste, Parsifal, Stolzing, Melot, chantés également à Bayreuth, et Parsifal, il interprète le rôle-titre de Palestrina d'Hans Pfitzner,.
Fritz Wolff se produit également à Covent Garden, entre 1929 et 1938, dans des rôles de Wagner et dans celui d'Aegisthus (d'Elektra de Richard Strauss), à Vienne, Paris et Prague, notamment, ainsi qu'à Cleveland (1934-1935) en Walther.
Prisonnier en URSS en 1945, Fritz Wolff revient presque aveugle de la Seconde Guerre mondiale et se consacre dès lors à l'enseignement, à la Hochschule für Musik de Munich,.
Il meurt le 18 janvier 1857 à Munich,,.